# Eco-bulevar de Vallecas
El Eco-boulevard de Vallecas és un projecte realitzat per l'Ajuntament de Madrid en el districte de Vallecas, amb el qual s'intenta realitzar una espècie d'operació de reciclatge urbà mitjançant diverses accions. Dissenyat per Belinda Tato i presentat per la seva signatura: Ecosistema Urbà (fundada l'any 2000 per Belinda Tato i José Luis Vallejo).
El projecte, conegut com a Boulevard Ecològic per a un espai públic social i climatitzat bioclimáticament, es va dur a terme entre 2004 i 2007, i va abastar una superfície de 550 x 50 metres quadrats, i va estar cofinançat per la Unió Europea (LIFE-2002 (ENV / I / 000198)) i el EMVS.
Va rebre, l'any 2007, el Premi AR, promogut per la revista d'arquitectura "Architectural Review" a Londres, ressaltant el "fort sentit de responsabilitat mediambiental" del projecte. A més s'esmenta en "The Public Chance. Nous paisatges urbans. New urban landscapes" en 2008.

## Antecedents
Vallecas va quedar integrat en el municipi de Madrid l'any 1959, iniciant des d'aquest moment un creixement exponencial, ja que es va convertir en una ciutat dormitori del milers d'emigrants de tot Espanya que acudien a la capital del país a la recerca de treball. Des de llavors ha passat més de mig segle i avui dia Vallecas abasta dos districtes en què s'agrupen una sèrie de barris de caràcter marcadament obrer, expandint-se cap al sud-est de la capital.
En els anys noranta, el Pla d'Actuació Urbanística de Vallecas va començar a estendre un nou eixample d'illes quadrades sobre una superfície de més de set-centes hectàrees, compresa entre el seu nucli antic i l'autopista de circumval·lació M-45. Se suposava que aquest eixample devia estar finalitzat per a l'any 2004, i havia de comptar amb més de 25.000 nous habitatges; però la zona, es va urbanitzar (es va donar nom als carrers que estaven degudament asfaltats, les voreres pavimentades, els passos zebra traçats i els semàfors i els fanals en funcionament) per quedar pràcticament despoblada d'estructures i persones.
En la meitat occidental de l'eixample és on es troba l'espai destinat al Bulevard de la Naturalesa, una avinguda de cinquanta metres d'ample i cinc-cents de llarg que discorre en adreça nord-sud.
És així com l'Oficina d'Innovació Residencial de l'Empresa Municipal de l'Habitatge de Madrid, EMV, va convocar un concurs d'idees per renovar aquest Bulevard de la Naturalesa l'any 2004. Es volia amb això accelerar el procés de dinamització de l'activitat social en aquest espai públic, i aconseguir la consolidació de la massa residencial que ha d'acabar poblant totalment la zona al llarg del temps. Es tractava a més de que els propis usuaris de la zona poguessin participar en ella, donant la seva opinió. A més es volia aconseguir l'ús experimental de sistemes ecoeficients i respectuosos amb el medi ambient, de manera que la intervenció havia de millorar el confort climàtic d'aquest espai exterior, sobretot per fer front als secs i calorosos estius madrilenys.
L'estudi d'arquitectura Ecosistema Urbà, va guanyar el concurs promogut per l'Ajuntament de Madrid, juntament amb el suport de la Unió Europea dins del programa LIFE-2002 (ENV/I/000198), amb el projecte presentat per Belinda Tato.

## Descripció del projecte
L'objectiu d'aquest projecte era doble, d'un costat tenia un vessant social, que pretenia generar activitats socials en les quals participessin no només els veïns de les noves zones habitades, sinó tot aquell que volgués; i per un altre, un àmbit netament ecològic, que tenia com a finalitat adaptar d'una manera bioclimàtica un espai exterior de nova urbanització, que aconseguís un sistema d'aire condicionat passiu, sustentat en el refredament per evapotranspiració (sistema que s'usa en la indústria dels hivernacles i que aconsegueix reduir la temperatura al voltant els 10º, encara que sempre tenint en compte les condicions d'humitat i temperatura de cada moment). Per aconseguir aquests objectius es van instal·lar tres pavellons que es van dir “arbres d'aire-dinamitzadors socials”, es va tractar de donar major densitat d'arbrat de la ja existent, es va reduir la circulació rodada.
Aquests tres pavellons o arbres d'aire funcionen com a suports oberts a múltiples activitats, que han de ser triades pels usuaris. L'ús d'aquestes estructures és temporal, ja que quan s'hagin corregit els problemes pels quals s'estableixen (falta d'activitat social i mal condicionament climàtic), els dispositius han de desmuntar-se, constituint a partir d'aquest moment clars en el bosc que s'haurà creat en créixer els arbres plantats.
Aquests tres grans pavellons bioclimàtics, són una estructura, construïda parcialment amb materials provinents del reciclatge, lleugera, desmuntable i autosuficient energèticament, que només consumi el que és capaç de produir mitjançant sistemes de captació d'energia solar fotovoltaica.
Presenten planta cilíndrica (amb diàmetre exterior de vint-i-cinc metres i un radi interior de nou metres) construïda a quatre metres sobre el sòl i deixant un gran buit central, elevant-se fins a una altura de més de vint metres. Estan constituïts per bastides metàl·liques que recolzen cinc paseras (destinades únicament a ser usades en el manteniment de les estructures) poligonals superposades, que contenen jardineres amb plantes trepadoras que han de cobrir el parament interior del pati central. Per la seva banda, el parament exterior del cilindre està format per una seqüència de setze conductes tubulars verticals, que s'acaben amb captadors d'aire, la missió del qual és recollir aire calent de l'exterior per introduir-los en l'estructura que disminuirà la temperatura del mateix. El sistema compta amb ventiladors programats per funcionar segons la temperatura ambient exterior per facilitar el pas de l'aire excessivament calent de l'exterior cap a l'interior de les estructures.
A la base de cada arbre de l'aire s'obre un espai circular que roman fresc i és accessible per al seu ús en diverses activitats socials, per a això compta amb un paviment continu de cautxú reciclat i està equipat amb bancs.
Cada arbre de l'aire va rebre un nom que posa de manifest la funció concreta que realitza, així tenim:
- "arbre climàtic", situat a la zona nord, format per 16 lòbuls en el seu perímetre, que es disposen de tal manera que deixen passar més llum a la zona nord i impedeixen el pas de la mateixa a la zona sud, d'aquesta manera proporciona espais d'ombra que garanteixen el confort climàtic, sobretot a l'estiu, en reforçar la seva acció amb la de la projecció dels vaporizadores.[8]

- "arbre lúdic" es troba al centre del bulevard, en ell se situa la zona d'oci infantil, consistent en una zona de gronxadors que pengen de la pròpia estructura, una piscina de sorra, un tobogan, un banc corregut realitzat amb plàstic reciclat i una duna central, també de cautxú reciclat, al costat d'una zona de grava per a jocs.[8]

- "arbre mediàtic" que se situa a la zona sud, és un espai destinat a l'ús multimèdic, on es realitzen espectacles de diversa índole, música en viu, cuentacuentos, etc., i en ell poden observar-se tres grans pantalles de projecció per a la retransmissió d'esdeveniments nocturns, espectacles esportius, etc.[8]